# Betânia

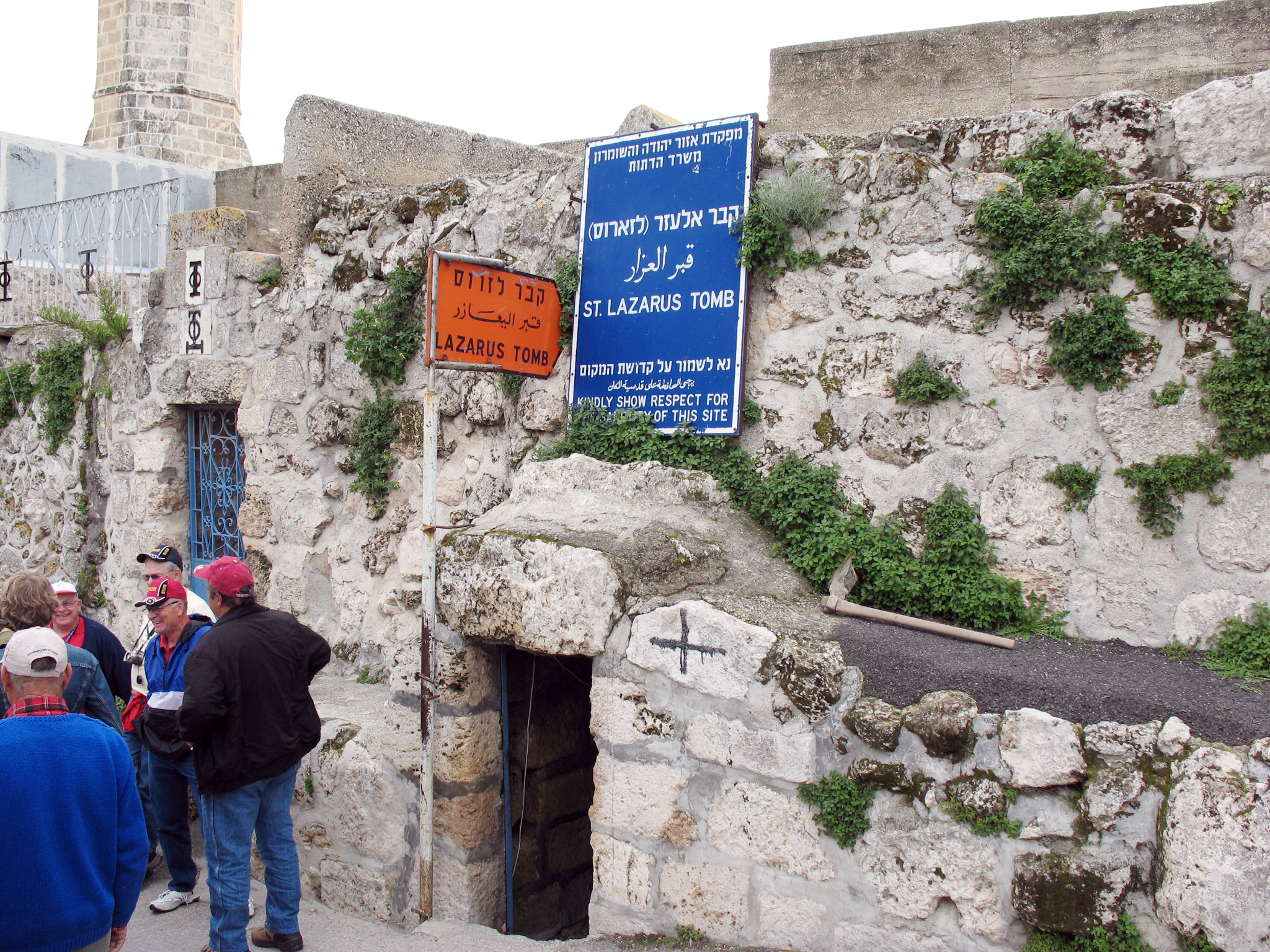
Tumba de Lázaro, em Betânia.

Betânia (em língua grega: Βηθανία, em aramaico: ܒܝܬ ܥܢܝܐ Bēṯ ʿAnyā), chamada localmente em árabe de Al-Eizariya ou al-Aizariya (árabe: العيزرية, "[local] de Lázaro"), é uma cidade na Palestina, na Cisjordânia, separada de Jerusalém Oriental pelo muro israelense na Cisjordânia. O nome árabe atual da cidade faz referência à figura de Lázaro de Betânia, que, segundo o Novo Testamento, no Evangelho de João, foi ressuscitado por Jesus na cidade.
O local tradicional do milagre na cidade, o Túmulo de Lázaro, é um local de peregrinação. Nas suas proximidades, há uma mesquita e uma igreja.
A cidade de Betânia está localizada na encosta sudeste do Monte das Oliveiras, e faz divisa com Jerusalém. Com uma população de 22.928 habitantes, segundo o Escritório Central de Estatísticas Palestino, é a segunda maior cidade na província de Jerusalém do Estado da Palestina, depois apenas de Jerusalém Oriental, que foi anexada por Israel e está completamente sob controle de Israel, embora essa anexação não seja reconhecida internacionalmente. Portanto, Betânia é a maior cidade na província sob controle palestino.
É a cidade natal também das personagens bíblicas de Marta e Maria, as irmãs de Lázaro.
Betânia é mencionada diversas vezes (doze, mais exatamente) na Bíblia, como um local visitado por Jesus Cristo. Seu nome foi dado a diversas outras localidades em todo o mundo, de acordo com as variantes em cada idioma.
Há outra Betânia bíblica, a Betânia do Além-Jordão, onde Jesus foi batizado, que se encontra na atual Jordânia e não deve ser confundida com a Betânia próxima a Jerusalém.

## Betânia no Novo Testamento
- Estando próximos de Jerusalém, perto de Betfagé e de Betânia, junto do monte das Oliveiras, Jesus enviou dois dos seus discípulos. (Mc.11/1)
- Ora Betânia distava de Jerusalém cerca de quinze estádios. (Jo.11/18)
- Chegaram a Jerusalém, Jesus entrou no templo e, depois de ter examinado tudo quanto o rodeava, como já era tarde, saiu para Betânia com os doze.
- Depois afastou-se deles saiu da cidade e foi para Betânia, onde pernoitou.(Mt.21/17)
- Estava então doente um certo homem, Lázaro, de Betânia, aldeia de Maria e de sua irmã Marta. (Jo. 11/1).
- Depois, levou-os até junto de Betânia e, erguendo as mãos, abençoou-os. Enquanto os abençoava, separou-Se deles e elevava-Se ao Céu.(Lc.24/50).
- Ao aproximar-se de Betfagé, de Betânia, junto do monte chamado das Oliveiras, enviou dois dos seus discípulos… (Lc.19/29).